# Peter Doig
Peter Doig (født 17. april 1959 i Edinburgh, Skotland) er en britisk maler.
Peter Doigs familie flyttede i 1962 til Trinidad, hvor hans far arbejdede i et shipping- og handelsfirma, og i 1966 til Canada. Han studerede ved Wimbledon School of Art i London 1979-80, Saint Martins School of Art i London 1980-83 og Chelsea School of Art i London 1989-90. Peter Doig havde sin første store soloudstilling på Whitechapel Art Gallery i London i 1991. Herefter lavede han et mindre antal storformatmalerier, som han selv ser som det tematiske udgangspunkt for sine senere værker.
Han blev inviteret til at vende tilbage til Trinidad i 2000 for at være artist-in-residence med kollegaen Chris Ofili. I 2002 flyttede Doig tilbage til Trinidad og Tobago og erhvervede et studie i Caribbean Contemporary Arts Center nær Port-of-Spain. Han blev også kunstprofessor ved Kunstakademie Düsseldorf i Düsseldorf, Tyskland.
Peter Doig er måske bedst kendt for sine malerier af Le Corbusiers modernistiske boligbygning l'Unité d'Habitation i Marseille, Frankrig. I begyndelsen af 1990'erne i samarbejde med en gruppe arkitekter og kunstnere, der arbejdede med bygningen som base.
Han blev nomineret i 1994 til Turner-prisen. Mellem 1995 og 2000 var han kurator ved Tate Gallery i London.